# Omega-3-Ei
Als Omega-3-Eier werden mit Omega-3-Fettsäuren angereicherte Hühnereier bezeichnet. Lebensmittelrechtlich handelt es sich um Functional Food. Die nach Herstellerangaben bis zu fünffach höhere Konzentration der Fettsäuren wird durch Zugabe von Algen oder Leinsamen zum Hühnerfutter erreicht. Entwickelt wurde die Futtermischung an der Universität Hohenheim.
Der Verzehr dieser Eier anstelle herkömmlicher soll vor Herz- und Kreislauferkrankungen schützen. Der Cholesteringehalt dieser Eier soll laut den Herstellern bei etwa 170 bis 190 mg liegen gegenüber 300 mg pro normalem Hühnerei.

## Bewertung
Omega-3-Fettsäuren sind auch in anderen Lebensmitteln enthalten, vor allem in fettreichen Fischen wie Lachs, Makrele und Hering, aber auch in Leinsamen. In keinem Fall senken Omega-3-Eier den Cholesterinspiegel, denn Omega-3-Fettsäuren (O3F) reduzieren im Körper lediglich die Triglyceride. Außerdem verdünnen sie das Blut.
„Ein Omega-3-Ei entspricht etwa 7 g Leinsamen, welche sicherlich die billigste Möglichkeit darstellen, genügend O3F einzunehmen. Dadurch, dass die Leinsamen den Umweg über das Hühnerfutter ins Tier und dann in die Eier nehmen, gehen viele O3F verloren. Da die fettreichen Fische Lachs und Hering reich an DHA und EPA sind, werden die gleichen Mengen schon mit dem Konsum von rund 5 g dieser Fische abgedeckt.“
Die Eier von Hühnern aus Freilandhaltung enthalten generell mehr mehrfach ungesättigte Fettsäuren als die von Hühnern aus Käfighaltung, da sie unter anderem alpha-Linolensäure enthaltende Pflanzen fressen.